# ریکی مارتین
انریکه مارتین مورالس (به اسپانیایی: Enrique Martín Morales) (زادهٔ ۲۴ دسامبر ۱۹۷۱ در سان خوآن، پورتوریکو) ملقب به ریکی مارتین خواننده، ترانه‌سرا، بازیگر، نویسنده، تهیه‌کنندهٔ موسیقی و بشردوست اهل پورتوریکو است. او لقب پادشاه پاپ لاتین و پادشاه موسیقی لاتین را دارد. ریکی مارتین، فعالیت خود را از دوازده سالگی در گروه پاپ پسرانهٔ منودو آغاز کرد. بعد از گذشت ۵ سال، آلبوم‌های تکی خود را در دههٔ ۱۹۹۰ میلادی به زبان اسپانیایی منتشر کرد. مارتین، پس از شروع کار تکی خود از سال ۱۹۹۱، بیش از ۹۵ میلیون آلبوم فروخته که او را تبدیل به یکی از پرفروش‌ترین هنرمندان لاتین تاریخ می‌کند. او همچنین از طرف مجلهٔ بیلبورد به عنوان یکی از الهام‌بخش‌ترین و تأثیرگذارترین خوانندگان لاتین تاریخ و یکی از برترین هنرمندان تاریخ در زمینهٔ موزیک‌ویدیو معرفی شده‌است.
پس از انتشار تعدادی آلبوم به زبان اسپانیایی، او اوایل سال ۱۹۹۹ ترانهٔ جام زندگی را در چهل و یکمین مراسم جوایز گرمی اجرا کرد که عاملی برای جا افتادن سبک لاتین پاپ در صنعت موسیقی ایالات متحده آمریکا بود. بعد از این موفقیت، ریکی مارتین ترانهٔ او مثل دیوانه‌ها زندگی می‌کند را منتشر کرد که به او کمک کرد در سراسر جهان شهرت پیدا کند و به‌طور کلی به عنوان ترانه‌ای دیده می‌شود که آغازی برای انفجار پاپ لاتین در سال ۱۹۹۹ بود و راه تغییر را برای سایر خوانندگان اسپانیایی زبان هموار کرد که به زبان انگلیسی نیز بخوانند. بعد از این که این ترانه منتشر شد، بیش از ۸ میلیون نسخه از این آهنگ در سراسر جهان فروخته شد که آن را تبدیل به یکی از پرفروش‌ترین تک‌آهنگ‌ها در طول تاریخ کرد. اولین آلبوم ریکی به زبان انگلیسی (به نام ریکی مارتین)، بیش از ۲۲ میلیون نسخه در جهان فروخت که آن را تبدیل به یکی از پرفروش‌ترین آلبوم‌ها در طول تاریخ می‌کند. سایر آلبوم‌های استودیویی او عبارتند از: ریکی مارتین (۱۹۹۱)، عاشق من خواهی شد (۱۹۹۳)، زندگی نیمه (۱۹۹۵)، برگرد (۱۹۹۸)، صدا بارگذاری شد (۲۰۰۰)، ارواح سکوت (۲۰۰۳)، زندگی (۲۰۰۵)، موزیک+روح+سکس (۲۰۱۱) و به کسانی که می‌خواهند گوش کنند (۲۰۱۵).
در حوزهٔ بازیگری، ریکی مارتین، در مکزیک در تئاتر و تلویزیون بازی می‌کرد و سال ۱۹۹۴ در سریال تلویزیونی آمریکایی بیمارستان عمومی نقش ایفا کرد که منجر شدند وی در این زمینه نیز به شهرتی نسبی دست یابد. در سال ۲۰۱۸، او در نقش آنتونیو د آمیکو در سریال ترور جانی ورساچه: داستان جنایی آمریکایی بازی کرد که به خاطر آن، نامزد جایزه امی در بخش بهترین بازیگر نقش مکمل مرد در یک مجموعه تلویزیونی شد.

## زندگی و فعالیت

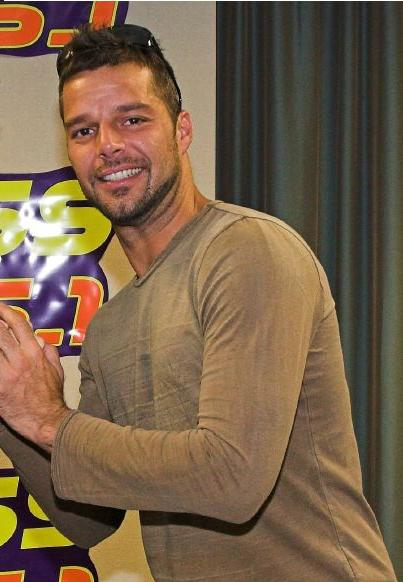
عکس ریکی مارتین توسط یکی از طرفداران

### ۱۹۸۲–۱۹۷۱: دوران کودکی
مارتین در ۲۴ دسامبر ۱۹۷۱ در سان خوآن، پورتوریکو به دنیا آمد. مادرش، نریدا مورالس، یک حسابدار و پدرش، انریکه مارتین نگرونی (فرزند انریکه مارتین و ایرایدا نگرونی اریزمندی)، یک روان‌شناس است. او چهار برادر و یک خواهر دارد که همه ناتنی هستند (دو برادر بزرگ‌تر از طرف مادری به نام‌های فرناندو و انخل فرناندز و دو برادر و یک خواهر کوچک‌تر از طرف پدری به نام‌های اریک، دنیل و ونسا مارتین)؛ والدین او وقتی که تنها دو ساله بود از یکدیگر جدا شدند و مارتین، بیشتر دوران کودکی خود را در عوض کردن محل زندگی‌اش بین خانهٔ در باغ‌های دانشگاه در حومهٔ شهر سان خوآن و خانهٔ مادربزرگ پدریش در همان نزدیکی گذراند.
مارتین در مصاحبه‌ای با روزنامهٔ ABC توضیح داد که ریشه و اصالت خانواده او از اسپانیاست و مارتین‌ها سال ۱۷۷۹ از اسپانیا به پورتوریکو مهاجرت کردند. او گفته همچنین از طرف مادربزرگ پدریش، اصالتی از جزیره کرس فرانسه دارد.
مارتین در خانواده‌ای با مذهب رومن کاتولیک بزرگ شد و در کودکی خادم محراب کلیسا بود. (به گفته خودش این کار به او احساس رفتن روی استیج را می‌داد) او خواندن را از شش سالگی شروع کرد؛ قاشق‌های چوبی آشپزخانه را مثل میکروفون به دست می‌گرفت و اغلب آهنگ‌هایی از گروه منودو و گروه‌های راک آمریکایی مثل لد-زپلین، جرنی و آرای‌او اسپیدواگن می‌خواند که موردپسند برادران بزرگ‌ترش بودند. او از همان کودکی به شدت عاشق رفتن روی استیج و اجرا کردن بود. خانواده مادری ریکی، اهل موسیقی بودند و پدربزرگ مادریش که یک شاعر بود، الهام بخش ریکی در نوشتن ترانه‌هایش شد. ریکی در کتاب خود نوشته: «هر بار که مقابل حضار اجرا می‌کنم، چه بیست نفر باشند، چه صدهزار نفر، همون انرژی رو حس می‌کنم که در دورهمی‌های خانوادگی در کودکیم داشتیم.»
او در سن ۹ سالگی به همراه پدرش یک آگهی در روزنامه دید و از این طریق در تبلیغات تلویزیونی پورتوریکو حضور یافت؛ وی در عرض هجده ماه، در یازده تبلیغ تلویزیونی از جمله تبلیغات آبمیوه، خمیردندان و رستوران‌های فست‌فود بازی کرد.

### ۱۹۹۰–۱۹۸۳: منودو
بعد از کسب شهرت نسبی در پورتوریکو از طریق تبلیغات تلویزیونی، ریکی مارتین برای عضویت در یک گروه پسرانهٔ پورتوریکویی به نام منودو، تست داد. اگرچه مدیران گروه در دو تست اول از استعداد او در رقص و خوانندگی خوششان آمده بود، اما بخاطر کوتاهی قد، او را نپذیرفتند. در سومین تست، سماجت و پایداری ریکی، مدیران گروه را تحت تأثیر قرار داد و سال ۱۹۸۴، مارتین ۱۲ ساله، به عضویت این گروه درآمد. یک ماه بعد، ریکی مارتین در سالنی در پورتوریکو برای نخستین بار به همراه گروه اجرا کرد. در حین این اجرا، او برخلاف آنچه برنامه‌ریزی شده بود راه می‌رفت و می‌رقصید که نتیجتاً منیجرشان او را بازخواست کرد. مارتین در این باره گفته: «اون اشتباه، از اون لحظه برایم به یک موضوع مهم تبدیل شد و بنابراین دیگر هرگز [تا زمانی که عضو بند بودم] حرکتی انجام ندادم مگر طبق برنامه. این نظم منودو بود: یا کارها رو اون طوری که بهت گفتن انجام می‌دهی یا جایی تو گروه نداری.» مارتین اظهار داشته متن آهنگ Asignatura Pendiente او در سال ۲۰۰۳، برگرفته از تجربه اولین تورش به همراه منودو به خارج از پورتوریکو است.
اگرچه مارتین عاشق سفر کردن و اجرا روی استیج بود، ولی برنامه پر و منیجر سخت‌گیر او را بسیار خسته می‌کرد به طوری که او در این باره می‌گه کودکیش «بهای» رسیدن به این موقعیت بود. او زمانی که منودو در تور برزیل بود، گروه را ترک کرد و تصمیم گرفت برای مدتی از کار و رسانه‌ها فاصله بگیرد. او همچنین در این دوره با گرایش جنسیش نیز کلنجار می‌رفت و به تضاد بین تبدیل شدنش به یک نماد جذابیت و احساسات درونی خودش توجه می‌کرد. علی‌رغم همه این‌ها، مارتین عضویتش در گروه را «فرصتی برای تجربیات فوق‌العاده به همراه انسان‌هایی فوق‌العاده» می‌داند.
زمانی که به همراه دیگر اعضای گروه، سفیر یونیسف شد، به کارهای بشردوستانه علاقه‌مند شد و اغلب به کودکان ناتوان در کشورهای جهان سوم کمک می‌کرد. تجربیات او به عنوان یک سفیر، او را بسیار تحت تأثیر قرار داد و الهام‌بخش او شد تا در آینده با سازمان‌های خیریه کار کند.
از سال ۱۹۸۷، فروش منودو افت کرد و آن‌ها کمی سبک خود را تغییر دادند و آهنگ‌هایی به دو زبان انگلیسی و فیلیپینی در سبک راک منتشر کردند. بالأخره بعد از این که مارتین ۱۱ آلبوم به همراه گروه ضبط کرد، ژوئیه سال ۱۹۸۹ از منودو جدا شد تا مدتی استراحت کند و راه پیش روی خودش را ارزیابی کند. مارتین به پورتوریکو برگشت تا دبیرستانش را تمام کند و فارغ‌التحصیل شود. سیزده روز بعد از هجدهمین سالگرد تولدش، به شهر نیویورک سفر کرد تا استقلال اقتصادیش را جشن بگیرد. (از آنجایی که پیش از این به سن قانونی نرسیده بود، او اجازه دسترسی به حساب‌های بانکی خود را نداشت) او آن جا در دانشگاه نیویورک و دانشکده بازیگری Tisch School of the Arts قبول شد ولی قبل از شروع کلاس‌ها انصراف داد و به مکزیکوسیتی مهاجرت کرد تا در تئاتر Mama Ama el Rock بازی کند.

### ۱۹۹۴–۱۹۹۱: بازیگری و اولین آلبوم‌های تکی
وقتی که او روی صحنهٔ ماما اما ال راک در حال اجرا بود، بازیگری او، توجه یک تهیه‌کننده از میان حضار را جلب کرد و بعد از اجرا به او بازی در یک نقش در یک تله‌نوولای مکزیکی به نام Alcanzar una estrella را پیشنهاد داد. ریکی مارتین، همچنین در فصل دوم آن به نام Alcanzar una estrella II نیز حضور یافت. فیلمی نیز بر پایه همین سریال به نام Más que alcanzar una estrella و با بازی ریکی مارتین در سال ۱۹۹۳ منتشر شد که ریکی به خاطر نقشش در این فیلم، جایزه ال‌هرالدو را دریافت کرد.
در سال ۱۹۹۰، مارتین در سونی دیسکوس، پروژه لاتین سونی موزیک، ثبت‌نام کرد. از آن‌جایی که ریکی برای آلبوم اول خود، هیجان‌زده بود، قرارداد را بدون خواندن متنش امضا کرد و سهواً قراردادی را امضا کرد که در آن، به ازای فروش هر آلبوم، فقط یک سنت به ریکی می‌رسید!
بعد از بازیگری در سریال Alcanzar una estrella II و ضبط موزیک، بالأخره در نوامبر ۱۹۹۱ اولین آلبوم تکی ریکی مارتین، به نام ریکی مارتین منتشر شد که به زبان اسپانیایی بود. ریکی مارتین، شامل تک‌آهنگ‌های "Fuego Contra Fuego" و "El Amor de Mi Vida" بود.
بعد از موفقیت ریکی مارتین و تور موفقش، تهیه‌کنندهٔ کمپانی ضبط ریکی مارتین، خوان کارلوس، او را برای آلبوم دومش، عاشق من خواهی شد، تشویق کرد و این آلبوم در ماه مه سال ۱۹۹۳ به زبان اسپانیایی منتشر شد.
در همین زمان بود که مارتین برای اولین بار با یک مرد وارد رابطه شد. او ترس از گرایشش را کنار گذاشت و خیلی زود پیش مادرش، که حامی او بود، اعلام کرد. اگرچه، بعد از پایان یافتن این رابطه، ریکی مارتین حتی بیش‌تر از قبل احساساتش را درون خود مخفی کرد و دوباره با زنان قرار گذاشت. او به یاد می‌آورد: "من از قبل این احساس را می‌کردم که لاتینو بودن در هالیوود دشوار است؛ چه چیزی می‌تواند دشوارتر از لاتینو و همجنس‌گرا بودن باشد؟"

### ۱۹۹۸–۱۹۹۵: زندگی نیمه، برگرد و شهرت
سال ۱۹۹۵، مارتین روی حرفهٔ موسیقی خود تمرکز کرد و شروع به کار بر روی سومین آلبومش، زندگی نیمه، کرد. اولین تک‌آهنگ این آلبوم، Te Extraño, Te Olvido, Te Amo، توسط تهیه‌کننده لیندا توماس، کارلوس لارا، نوشته شده بود. با این ترانه، مارتین شهرت خود را از کشورهای آمریکای لاتین و اسپانیایی‌زبان به کشورهای اروپایی و آسیایی گسترش داد، اما این ترانه یک تغییر در سبک خوانندگی ریکی مارتین و یک ریسک بود که این ریسک در ترانهٔ ماریا به اوج رسید و رکورد لیبل احساس می‌کرد این ترانه می‌تواند فعالیت ریکی مارتین را خراب کند، علی‌رغم این‌ها، «ماریا» به عنوان دومین تک‌آهنگ آلبوم انتخاب شد و تبدیل به یک ترانهٔ موفق و مشهور بین‌المللی شد؛ به طوری که در کشورهای فرانسه، اسپانیا، آلمان، بلژیک، هلند، سوئیس، فنلاند، ایتالیا، ترکیه و تمامی کشورهای قارهٔ آمریکای جنوبی در جایگاه اول چارت‌ها قرار گرفت. با ساختن آلبوم زندگی نیمه توسط ریکی مارتین، خواننده‌های دیگر کشور پورتوریکو، مثل مارک آنتونی و چایانه، نیز در اسپانیا شهرت کسب کردند. این آلبوم موفق به فروش ۳ میلیون نسخه در جهان شد.
مدتی بعد، ریکی مارتین به استودیو برگشت تا بر روی آلبوم چهارم خود، برگرد (۱۹۹۸)، کار کند. او کار کردن همزمان روی آلبوم و تورش را وحشیانه و به طرز باورنکردنی سخت نامید. زمانی که ضبطش رو به پایان بود، از طرف فیفا با او تماس گرفتند و خواستند که ترانه‌ای برای جام جهانی ۱۹۹۸ ضبط کند. مارتین، ترانهٔ جام زندگی را به همراه کی‌سی پورتر و دراکو روسا نوشت و ۱۲ ژوئیه ۱۹۹۸ در فینال جام جهانی در استادیوم فرانسه اجرایش کرد. این اجرا که بیش از یک میلیارد بیننده از ۱۸۷ کشور جهان داشت، به عنوان «لحظه جهانی پاپ لاتین» توصیف شده. جام زندگی، در جدول‌ها و چارت‌های سراسر جهان به رتبهٔ یک رسید و نامبر وان شد و در بسیاری از کشورها گواهی‌های طلا و پلاتینیوم دریافت کرد و موفق به کسب جایزهٔ بهترین ترانهٔ پاپ از طرف پرمیو لو نوئسترو شد. ترانه‌های "Vuelve" و "Perdido Sin Tí" هر دو در چارت ترانه‌های داغ لاتین نامبر وان شدند. سایر تک‌آهنگ‌های این آلبوم عبارتند از: "La Bomba", "Por Arriba, Por Abajo" و "Corazonado". آلبوم برگرد بیست و شش هفته در چارت بهترین آلبوم‌های لاتین بیلبورد در جایگاه اول قرار داشت و اولین آلبوم ریکی بود که در ۴۰ آلبوم برتر چارت بیلبورد ۲۰۰ ایالات متحده قرار گرفت که در این کشور، از طرف آرآی‌ای‌ای موفق به دریافت گواهی پلاتینیوم شده بود. این آلبوم همچنین در کشورهای اسپانیا و نروژ در صدر قرار گرفت و در سراسر جهان بیش از ۸ میلیون نسخه فروخت.
مارتین برای آلبوم برگرد اولین نامزدی خود را در جایزهٔ گرمی برای بخش بهترین آلبوم لاتین سال به دست آورد. او همچنین در ۴۱مین مراسم جوایز گرمی، ترانهٔ جام زندگی را به صورت زنده اجرا کرد. مارتین، بعدتر در غروب آن روز جایزهٔ گرمی خود را دریافت کرد و حتی سوپراستارهایی مثل مدونا و استینگ به پشت صحنه رفتند تا به ریکی تبریک بگویند. او در مراسم همان سال، آهنگ La Copa de la Vida را نیز اجرا کرد که این اجرای تحسین‌برانگیز، به عنوان یکی از برترین اجراهای تاریخ مراسم‌های اهدای جوایز انتخاب شده و در این میان بهترین اجرای یک هنرمند لاتین است. این اجرای تأثیرگذار، باعث شناخته شدن بیشتر خود ریکی مارتین و در سطح گسترده‌تر، سبک پاپ لاتین بین مردم آمریکا شد. رئیس UTA، راب پرینز، اجرای مارتین را این گونه نامیده: «بزرگ‌ترین لحظهٔ تحول‌آفرین برای هر هنرمندی در تاریخ مراسم گرمی» و به گفتهٔ بیلبورد، فراتر از خود ریکی مارتین، این اجرا «رویدادی تحول‌آفرین برای موسیقی لاتین در سراسر جهان» قلمداد می‌شود که اوضاع را برای واقعه‌ای تحت عنوان «انفجار لاتین» مهیا ساخت.

### ۲۰۰۲–۱۹۹۹: تغییر زبان به انگلیسی
بعد از کسب موفقیت در آسیا، اروپا و آمریکای لاتین، مارتین اولین آلبوم انگلیسی خود را در سال ۱۹۹۹ آماده کرد و تلاش کرد برای بازارهای ایالات متحده آمریکا زبانش را تغییر دهد. آلبوم ریکی مارتین که در صدر جدول بیلبورد ۲۰۰ قرار گرفت و ۶۶۱٬۰۰۰ نسخه در هفتهٔ اول انتشارش فروخت، تبدیل به موفق‌ترین آلبوم یک هنرمند لاتین‌تبار در بیلبورد شد. این آلبوم شامل ترانه‌های با ترانه‌نویسی دزموند چایلد، داین وارن، ویلیام اربیت، جرج نوریگا و دوست قدیمی دوران کودکی ریکی، دراکو روسا بود. این آلبوم همچنین مهمان‌های ویژه‌ای داشت که به عنوان همخوان حضور داشتند؛ مانند مدونا در ترانهٔ «مراقب باش» و سرتاب ارنر در ترانهٔ «احساسات خصوصی». دو هفته بعد از انتشار آلبوم، مارتین روی کاور مجلهٔ تایم رفت با عنوان «موزیک لاتین، پاپ می‌شود.» قبل از انتشار آلبوم، جنت جکسون در نسخهٔ آمریکای لاتین ترانهٔ Ask for More با ریکی مارتین همکاری کرد که ترانه‌ای تبلیغاتی برای شرکت پپسی بود.
اولین و موفق‌ترین تک‌آهنگ این آلبوم، «او مثل دیوانه‌ها زندگی می‌کند»، بود که در بسیاری از کشورها از جمله ایالات متحده آمریکا، بریتانیا، کانادا، ایرلند، نیوزلند و… در جایگاه اول (نامبر وان) چارت‌ها قرار گرفت. «او مثل دیوانه‌ها زندگی می‌کند» موفق‌ترین ترانهٔ ریکی مارتین است. ترانهٔ بعدی، «او تمام چیزی است که تا به حال داشته‌ام» بود که در جدول بیلبورد هات ۱۰۰ (۱۰۰ ترانه داغ بیلبورد) دوم شد. هر دو این تک‌آهنگ‌ها در چارت ترانه‌های داغ لاتین بیلبورد، اول شدند. «او مثل دیوانه‌ها زندگی می‌کند» به عنوان ترانه‌ای شناخته می‌شود که باعث انفجار موزیک لاتین در سال ۱۹۹۹ شد و سبب شد سایر خوانندگان لاتین مثل جنیفر لوپز، انریکه ایگلسیاس و بعدتر شکیرا، راحت‌تر بتوانند به بازارهای موسیقی انگلیسی روی بیاورند. ریکی مارتین یکی از پرفروش‌ترین آلبوم‌های سال ۱۹۹۹ بود و ۷ گواهی پلاتینیوم در آمریکا دریافت کرد و در سراسر جهان نیز ۲۲ میلیون نسخه فروخت. در اکتبر سال ۱۹۹۹، ریکی مارتین سال بسیار موفق خود را با تور او مثل دیوانه‌ها زندگی می‌کند، خاتمه داد.
بعد از این موفقیت، یک آلبوم انگلیسی‌زبان جدید، یعنی صدا بارگذاری شد، نوامبر سال ۲۰۰۰ منتشر شد که در جایگاه چهارم بیلبورد ۲۰۰ قرار گرفت و ۲ گواهی پلاتینیوم از طرف آرآی‌ای‌ای دریافت کرد. «او قدم می‌زند» و «هیچ‌کس دلش نمی‌خواد تنها باشه» (با همراهی کریستینا آگیلرا) در جایگاه دوازده و سیزده صد ترانه داغ بیلبورد، با شایستگی قرار گرفتند. هر دو ترانه در جایگاه اول ترانه‌های داغ لاتین قرار گرفتند. صدا بارگذاری شد، بیشتر از ۸ میلیون نسخه در سراسر جهان فروخته‌است.
در فوریه سال ۲۰۰۱، ریکی مارتین یک آلبوم بهترین‌ها به نام La Historia منتشر کرد که به مدت ۵ هفته در جایگاه اول آلبوم‌های لاتین برتر بیلبورد قرار داشت و در جایگاه هشتاد و سوم بیلبورد ۲۰۰ قرار گرفت. این آلبوم همچنین در جایگاه اول کشور سوئد به مدت سه هفته قرار داشت. این آلبوم شامل بازسازی دو ترانه قدیمی ریکی، یعنی "Fuego Contra Fuego" و "El Amor de Mi Vida" نیز بود. در نوامبر ۲۰۰۱، ریکی یک آلبوم بهترین‌های دیگر به زبان انگلیسی به نام بهترین‌های ریکی مارتین منتشر کرد که شامل ریمیکس‌هایی از ترانه "Amor" بود.

### ۲۰۰۶–۲۰۰۳: ارواح سکوت و زندگی
ریکی مارتین، در ماه مه ۲۰۰۳، یکی آلبوم اسپانیایی‌زبان جدید به نام ارواح سکوت منتشر کرد. اولین تک‌آهنگ این آلبوم، «شاید» در جایگاه اول ترانه‌های داغ لاتین قرار گرفت و به مدت ۱۱ هفته در این جایگاه باقی ماند و تبدیل به موفق‌ترین تک‌آهنگ لاتین سال شد. مارتین، راجع به آلبوم جدید می‌گوید: «من واقعاً نیاز داشتم که برگردم که به مرکز وجودم، به آغاز، توجه کنم. این نیازو داشتم که درون خودم، واقعاً عمیق جستجو کنم و اون احساسات رو پیدا کنم، به خاطر آدرنالینی که در طی چندین سال به خاطرش زندگی کرده بودم.» ارواح سکوت در جایگاه ۱۲ بیلبورد ۲۰۰ و در جایگاه اول آلبوم‌های لاتین برتر بیلبورد قرار گرفت و به مدت ۶ هفته در این جایگاه باقی ماند. این آلبوم، بیش از یک میلیون نسخه در سراسر جهان به فروش رساند. ترانه‌های بعدی این آلبوم، «تشویق» و «و همه چیز به هیچ ختم می‌شود» در جایگاه اول ترانه‌های داغ لاتین قرار گرفتند. «تشویق» همچنین به مدت ۴ هفته در جایگاه اول چارت هفتگی کشور اسپانیا قرار داشت.
اکتبر ۲۰۰۵، مارتین سومین آلبوم استودیویی انگلیسی خود، زندگی را منتشر کرد. این آلبوم با رتبهٔ ۶ وارد ده آلبوم برتر بیلبورد ۲۰۰ شد و تک آهنگ اول آن، «اهمیت نمی‌دم»، یک موفقیت جهانی شد.

### ۲۰۰۶–۲۰۰۷: MTV Unplugged و تور جهانی
۱۷ اوت ۲۰۰۶، ریکی مارتین، کنسرت MTV Unplugged خود را در میامی برگزار کرد که در اکتبر ۲۰۰۶، در ام‌تی‌وی آمریکای لاتین، ام‌تی‌وی ترس و ام‌تی‌وی پورتوریکو نمایش داده شد و نوامبر ۲۰۰۶ بر روی سی‌دی و دی‌وی‌دی منتشر شد. آلبوم جنبهٔ مهم و تبلیغاتی داشت و در جایگاه اول آلبوم‌های لاتین برتر بیلبورد و جایگاه ۳۸ بیلبورد ۲۰۰ قرار گرفت. این آلبوم، در گرمی لاتین سال ۲۰۰۸، برندهٔ جایزه در دو بخش بهترین آلبوم پاپ صوتی از یک خوانندهٔ مرد و بهترین موزیک‌ویدئوی طولانی شد. تک‌آهنگ اول این آلبوم، «خاطراتت» با همکاری لا ماری از گروه چامبائو، به مدت ۳ هفته در جایگاه ترانه‌های داغ لاتین قرار داشت. تک‌آهنگ بعدی، «نزدیک‌تر شو» در جایگاه ششم ترانه‌های دنس‌کلاب قرار گرفت.
۱۹ فوریه ۲۰۰۷، مارتین تور جهانی سیاه و سفید خود را آغاز کرد که اولین اجرایش در کلوسئوم آگرلوت خوزه میگوئل در پورتوریکو بود و شامل اجرای او در تاریخ ۱۴ اکتبر ۲۰۰۷ در مدیسن اسکوئر گاردن در نیویورک نیز بود. ریکی، همچنین با اروس رامازوتی، ترانهٔ "Non Siamo Soli" را ضبط کرد که یازده هفتهٔ متوالی در صدر چارت‌های ایتالیایی بود.

### ۲۰۱۰–۲۰۰۷: استراحت کاری
بعد از تور جهانی، مارتین برای مدتی از صنعت موسیقی فاصله گرفت و بر روی زندگی خصوصیش تمرکز کرد. نوامبر ۲۰۰۷، سونی آلبوم زنده ریکی مارتین: تور سیاه و سفید را بر روی سی‌دی، دی‌وی‌دی و دیسک بلو-ری منتشر کرد. یک سال بعد، یک آلبوم بهترین‌ها از ترانه‌های موفق اسپانیایی‌زبان ریکی به نام ۱۷ منتشر شد که خلاصه‌ای از ۱۷ سال فعالیت ریکی مارتین بود و بیشتر شامل ترک‌های به زبان اسپانیایی بود.

### ۲۰۱۳–۲۰۱۰: خودزندگی‌نامه، موزیک + سکس + روح، اویتا
خودزندگی‌نامه ریکی مارتین، Me، دوم نوامبر ۲۰۱۰ منتشر شد. این کتاب به فهرست پرفروش‌ترین‌های نیویورک تایمز وارد شد و در جایگاه پنجم فهرست Hardcover Nonfiction قرار گرفت. یک نسخهٔ اسپانیایی-زبان به نام Yo نیز به صورت هم‌زمان منتشر شد. در همان روز، ریکی آهنگ Lo Mejor de Mi Vida Eres Tu را به عنوان اولین سینگل نهمین آلبوم استودیویی خود، Música + Alma + Sexo منتشر کرد. این آهنگ به صدر جدول Hot Latin Songs رسید و وارد جدول Hot 100 شد؛ به این ترتیب ریکی مارتین به اولین و تنها خوانندهٔ تاریخ تبدیل شد که آهنگ‌هایش به زبان اسپانیایی در سه دههٔ مختلف وارد این جدول می‌شوند. خود آلبوم سال ۲۰۱۱ منتشر شد؛ این آلبوم با رتبهٔ سه وارد چارت بیلبورد ۲۰۰ شد که این رتبه، بالاترین رتبه برای یک آلبوم لاتین در دههٔ ۲۰۱۰ است.
سال ۲۰۱۲، مارتین در نقش شخصیت چه در تئاتر اویتا در برادوی هنرنمایی کرد. این تئاتر نامزد دریافت جایزهٔ تونی شد و دومین تئاتر موفق ریکی مارتین بعد از تئاتر بینوایان به حساب می‌آید. مارتین همچنین فوریهٔ ۲۰۱۰ در یکی از قسمت‌های سریال Glee به نام معلم اسپانیایی حضور یافت و دو تک آهنگ La Isla Bonita و Sexy and I Know It را به همراه بازیگران این مجموعه کاور کرد که هر دو وارد Hot 100 شدند.

### ۲۰۱۴–۲۰۱۳: شوی استعدادیابی The Voice استرالیا و تورکنسرت استرالیا
آوریل ۲۰۱۳، مارتین به عنوان مربی در فصل دوم مسابقهٔ The Voice استرالیا حضور یافت. او همچنین یک تور در استرالیا برگزار کرد و آلبومی از مجموعه هیت‌های خود به نام Greatest Hits: Souvenir Edition به‌طور اختصاصی در استرالیا منتشر کرد که این آلبوم در جدول رسمی کشور استرالیا به رتبهٔ ۲ رسید. او ژوئن ۲۰۱۳ آهنگ Come with Me را منتشر کرد که در جدول استرالیا به رتبهٔ ۳ رسید و گواهی طلای این کشور را دریافت کرد.
فوریهٔ ۲۰۱۴، ریکی مارتین در آهنگ Adrenalina حضور یافت که در آن با ویسین و جنیفر لوپز همکاری کرده بود و این آهنگ به یک هیت بزرگ لاتین تبدیل شد؛ وارد جدول Hot 100 شد و در جدول Hot Latin Songs به رتبهٔ ۲ رسید. او همچنین آوریل همان سال، تک آهنگ Vida را منتشر کرد که یکی از آهنگ‌های رسمی جام جهانی سال ۲۰۱۴ برزیل بود.

### ۲۰۱۴–۲۰۱۸: شوی استعدادیابی The Voice مکزیک و آلبوم A Quien Quiera Escuchar
سپتامبر ۲۰۱۴، مارتین به عنوان مربی در فصل چهارم شوی استعدادیابی The Voice مکزیک حضور یافت؛ او اکتبر همان سال تور جهانی خود را به نام One World Tour از مکزیک آغاز کرد و همچنین بعداً برای مربی‌گری در فصل سوم شوی استعدادیابی The Voice استرالیا دوباره به این کشور برگشت.
او سال ۲۰۱۵، دهمین آلبوم استودیویی خود را به نام A Quien Quiera Escuchar منتشر کرد که این آلبوم در صدر چارت Top Latin Albums قرار گرفت و یک جایزهٔ گرمی دریافت کرد. تک آهنگ La Mordidita از این آلبوم به یک هیت بزرگ لاتین تبدیل شد و موزیک‌ویدیوی آن با بیش از یک میلیارد بازدید در یوتیوب، یکی از پربازدیدترین ویدیوهای یوتیوب می‌باشد. این آهنگ همچنین جوایز متعددی دریافت کرد و در جدول چندین کشور به رتبهٔ اول رسید؛ دو تک‌آهنگ موفق Adiós و Disparo al Corazón نیز در این آلبوم قرار داشتند.
سپتامبر ۲۰۱۶، ریکی مارتین آهنگ Vente Pa’ Ca را با همکاری مالوما منتشر کرد که به یک هیت بزرگ تبدیل شد و در جدول کشورهای لاتین نامبر وان شد. موزیک‌ویدیوی این آهنگ بیش از ۱٫۶ میلیارد بازدید در یوتیوب داشته و به این ترتیب Vente Pa Ca به موفق‌ترین آهنگ مارتین در عصر استریم و یکی از پرفروش‌ترین آهنگ‌های او تبدیل شده‌است.
آپریل ۲۰۱۷، مارتین شوی اقامت لاس وگاس خود را به نام All In آغاز کرد.
در سال ۲۰۱۸، او در نقش آنتونیو د’آمیکو در فصل دوم سریال موفق داستان جنایت آمریکایی (The Assassination of Gianni Versace: American Crime Story) نقش‌آفرینی کرد و برای بازی در این سریال نامزد دریافت جایزهٔ امی در بخش بهترین بازیگر نقش مکمل مرد در یک فیلم یا سریال تلویزیونی شد. خود سریال نیز جوایز متعددی از جمله سه جایزهٔ امی و دو جایزهٔ گلدن گلوب کسب کرد. همان سال، ریکی آهنگ Fiebre را منتشر کرد که تاکنون بیش از ۱۰۰ میلیون بازدید در یوتیوب داشته‌است.

### ۲۰۱۹-اکنون: شوی استعدادیابی ایتالیایی Amici di Maria De Filippi و تورکنسرت Movimiento
مارس ۲۰۱۹، مارتین به عنوان مربی در فصل هجدهم شوی استعدادیابی ایتالیای Amici di Maria De Filippi حضور یافت. در ماه مه ۲۰۱۹، او در آلبوم جدید مالوما در آهنگی به نام No Se Me Quita با او همکاری کرد؛ این آهنگ به عنوان سومین سینگل آلبوم ۱۱:۱۱ مالوما انتخاب شد و موزیک‌ویدیوی آن به بیش از ۱۰۰ میلیون بازدید در یوتیوب رسید. No Se Me Quita در چارت رسمی کشور مکزیک نامبر وان شد و سه گواهی پلاتینیوم از این کشور دریافت کرد.
مدتی بعد، ریکی مارتین اعلام کرد که آلبوم جدیدش به نام Movimiento سال ۲۰۲۰ منتشر می‌شود. او همچنین از فوریهٔ ۲۰۲۰ توری را به همین نام برگزار کرد که بعد از چند اجرا در آمریکای لاتین، به خاطر شیوع ویروس کرونا متوقف شد. بعد از همه‌گیری کرونا و به دلیل مشکلات شخصی پیش‌آمده برای مارتین، او تصمیم گرفت که به جای آلبوم استودیویی، دو مینی آلبوم منتشر کند: PAUSA و PLAY. مینی آلبوم شش-ترکهٔ PAUSA مه ۲۰۲۰ منتشر شد؛ این مینی آلبوم موفق به دریافت یک جایزهٔ گرمی لاتین شد و در بخش «بهترین آلبوم پاپ/اربن لاتین» مراسم گرمی نامزد شده‌است.
دومین تک آهنگ PAUSA، آهنگ Tiburones نقدهای مثبتی دریافت کرد و به یک هیت در آمریکای لاتین تبدیل شد؛ وارد تاپ تن جدول رسمی ده کشور شد و به مدت سه هفته در صدر جدول کشور پورتوریکو قرار داشت و در جدول پایان سال این کشور نیز نامبر وان شد. این آهنگ که نامزد دریافت جایزهٔ «آهنگ سال» مراسم گرمی لاتین شد، همچنین ریکی مارتین را به اولین فرد تاریخ تبدیل کرد که توانسته در پنج دههٔ مختلف وارد چارت Hot Latin Songs شود.
اواخر همان سال، ریکی مارتین به عنوان صداپیشه «دون خوان دیگو» در لایواکشن موزیکال نتفلیکس، Jingle Jangle: A Christmas Journey ظاهر شد. این فیلم در وبسایت Metacritic، «نقدهای عموماً مثبت» دریافت کرد.

## سبک هنری ریکی مارتین
مارتین صدایی با رنج ووکال تنور دارد. او سبک‌های مختلفی از موسیقی لاتین را الهام‌بخش خود دانسته؛ از جمله سالسا، مرنگ و بولرو. او همچنین از هنرمندانی مثل گروه فانیا آل-استارز، سلیا کروز، ال گران کومبو د پوئرتوریکو و گیلبرتو سانتا روسا الهام گرفته که در کودکی مادرش به آن‌ها گوش می‌داد. ریکی در مورد این هنرمندان گفته: «قدرت فرهنگ مردم جزیره‌اش (پورتوریکو) را تحسین می‌کند.»
برخی دیگر از هنرمندان الهام بخش برای ریکی مارتین عبارتند از: مایکل جکسون، شر،مدانا، الویس پریسلی، استینگ، باربارا استرایسند و دنیل دی-لوئیس.

## از نگاه دیگران
سیر تکامل استایل و فشن ریکی مارتین از «تا حد قابل انتظار مطابق دههٔ هشتاد میلادی» به «استایلی ماهرانه، معمولاً با کت و شلوار درخور و با خطوطی تمیز» توجه رسانه‌ها را به خود جلب کرده. مجلهٔ ¡Hola! ریکی مارتین را یکی از «خوش استایل‌ترین مردان لاتین در صنعت موسیقی» توصیف کرده‌است. مارتین به عنوان یک نماد جذابیت شناخته می‌شود و ژورنالیست‌ها او را «دلربای لاتین» توصیف می‌کنند.
در سال ۱۹۹۷، او بر روی کاور اولین چاپ ۲۵ فرد زیبای مجلهٔ People en Español قرار گرفته و تا به حال عضو ثابت فهرست پنجاه فرد زیبای این مجله بوده. در سال ۲۰۱۲، او به عنوان سکسی‌ترین مرد زندهٔ جهان در وبسایت Broadway.com انتخاب شد و در سال ۲۰۱۳، VH1 او را به عنوان بیست و هشتمین فرد سکسی تمام دوران انتخاب کرد: "ریکی مثل همان مدلی است که در تبلیغات مجله‌ها به آن زل می‌زنیم و با خود فکر می‌کنیم 'امکان ندارد این همه بی نقصی در یک انسان وجود داشته باشد'.".
در سال ۲۰۱۸، مارتین به عنوان شانزدهمین مرد جذاب تمام دوران‌ها در فهرست مجلهٔ Harper's Bazzar قرار گرفت و تنها لاتین تبار این فهرست بود.
مجسمه‌های مومی ریکی مارتین در موزه‌های مادام توسوی لاس وگاس، اورلاندو و سیدنی قرار دارند.

## الهام‌بخشی و تأثیرگذاری
ریکی مارتین توسط رسانه‌ها به عنوان یک پاپ آیکان و یک ویدیو آیکان معرفی می‌شود و به عنوان یکی از الهام‌بخش‌ترین و تأثیرگذارترین هنرمندان لاتین تمام تاریخ شناخته می‌شود.
بر اساس مقالات بیلبورد، ریکی مارتین با آلبوم ریکی مارتین و اجرای آهنگ جام زندگی در مراسم گرمی، راه را برای وقوع «انفجار لاتین» باز کرد و در را به روی جنیفر لوپز، شکیرا، مارک انتونی، سانتانا و انریکه ایگلسیاس با کراس‌اُور به زبان انگلیسی توانستند به دنبال وی به صدر چارت‌ها راه یابند. به همین دلیل، منابعی همچون رولینگ استون و پاپ شوگر، او را «پادشاه اصلی کراس اُور موسیقی لاتین» خطاب کرده‌اند. مجلهٔ چسباندن، در سال ۲۰۰۵، شکیرا را «ریکی مارتین مؤنث» خطاب کرد.
در سال ۲۰۲۰، مجلهٔ چرخش مارتین را به عنوان بیست و هفتمین هنرمند تأثیرگذار و الهام‌بخش ۳۵ سال اخیر معرفی کرد که رهبری راه را برای سایر سوپراستارهای موسیقی لاتین به عهده داشت که بتوانند فراتر از مارکت‌های موسیقی اسپانیایی-زبان بشوند. او تنها هنرمند لاتین این فهرست بود. اولین تک آهنگ موفق ریکی مارتین در سطح جهان، ریمیکس آهنگ ماریا توسط رولینگ استون به عنوان یکی از بهترین آهنگ‌های پاپ لاتین تمام دوران معرفی شده و بیلبورد این ریمیکس را پایه‌گذار کراس اُور موسیقی رقص و لاتین در دههٔ نود میلادی می‌داند. بر اساس سرگرمی امشب، مگاهیت (آهنگ ابرموفق) ریکی مارتین، Livin' la Vida Loca راه را برای تعداد زیادی از هنرمندان لاتین هموار کرد. این آهنگ به عنوان بیست و هشتمین آهنگ برتر دههٔ نود در فهرست VH1 آمده و یکی از بهترین آهنگ‌های لاتین تمام تاریخ به انتخاب بیلبورد است.
در سال ۲۰۱۵، بیلبورد، چهارمین آلبوم استودیویی مارتین، Vuelve را به عنوان یکی از بهترین آلبوم‌های لاتین پنجاه سال اخیر معرفی کرد؛ یکی از منتقدان بیلبورد در این باره نوشت: «موسیقی پاپ و رقص هرگز به این خوبی نبوده‌است.»
او همچنین فعالیت خود را با کام اوت کردن به عنوان یک همجنسگرا به خطر انداخت و اولین هنرمند لاتین مشهوری بود که این کار را می‌کند و به این ترتیب راه را برای بد بانی باز کرد تا در دورهٔ اوج خود، آزادانه‌تر عمل کند.
خواننده و ترانه‌نویس برزیلی، انیتا طی مصاحبه ای با گاردین توضیح داد که برخی هنرمندان لاتین مثل مالوما و بد بانی می‌توانند به زبان مادری خود، اسپانیایی بخوانند و وارد بازارهای موسیقی جهانی شوند، ولی برزیل هرگز چنین ستارهٔ بین‌المللی ای نداشته و او هر چه بیشتر زبان یادمی‌گیرد تا توجه جهان را به خود جلب کند: «آنها مجبور نیستند انگلیسی بخوانند، چون قبلاً ارائه دهندگانی مثل شکیرا، ریکی مارتین و جیلو را داشته‌اند. پیش از این، کسی در برزیل این کار را نکرده.»
هنرمندان زیادی ریکی مارتین را الهام‌بخش خود دانسته‌اند و از او تأثیر پذیرفته‌اند و یادگرفته‌اند؛ از جمله مالوما، انریکه ایگلسیاس، بد بانی، پرینس رویس، لوئیس فونسی، سباستین جاترا، رئو الهاندرو، ابراهام متئو و کارلا موریسون.
مالوما بعد از همکاری با ریکی مارتین در آهنگ Vente Pa’ Ca، در مصاحبه‌ای با بیلبورد عنوان کرد: «ریکی مارتین هنرمندی است که همیشه می‌خواستم مثل او باشم. او الگوی من در صنعت موسیقی می‌باشد.» وی همچنین در مصاحبه‌ای در سال ۲۰۲۰ با کامپلکس، ریکی مارتین را به عنوان یکی از هنرمندانی که راه را برایش هموار کردند، خطاب می‌کند.
رئو الهاندرو در مصاحبه‌ای با بیلبورد گفت: «من می‌خواهم مثل ریکی مارتین و مایکل جکسون یک اجراکنندهٔ خوب باشم.»
نهم اکتبر ۲۰۲۰، مجموعهٔ تلویزیونی زندگی‌نامه‌ای Subete a Mi Moto در مورد گروه منودو از آمازون پرایم ویدیو پخش شد. فیلیپه آلبورس و ایثان اسکوارتز، نقش مارتین را در این سریال بازی کردند.

## زندگی شخصی
مارتین در خانواده‌ای کاتولیک بزرگ شد، اما به گفتهٔ خودش، فکرش نسبت به تمام باورهای دینی آزاد است؛ مخصوصاً اصول بودایی. او حس می‌کند اعتقاد به یک مذهب، می‌تواند فرد را از یک سری جهات محدود کند. او در مصاحبه‌ای در سال ۲۰۰۶، گفت: «من واقعاً فلسفهٔ بوداییسم رو دوست دارم ولی این بدان معنی نیست که من پیرو مذهبشم. اگر یه بودایی بشم، دیگه نمی‌تونم چیز دیگه‌ای باشم… و من قرار نیست چنین قوانینی رو دنبال کنم.»
نوامبر سال ۲۰۱۱، دولت اسپانیا، به خاطر استعدادهای هنری و نیز اصالت اسپانیایی مارتین، تابعیت این کشور را به او اهدا کرد – مارتین صاحب اقامتگاهی در شهر مادرید است؛ او در مصاحبه‌ای بیان داشت که هرگز اصالت پورتوریکویی خود را رها نکرده و نمی‌کند: «من در پورتوریکو به دنیا آمده‌ام، پورتوریکویی هستم و پورتوریکو زادگاه من است…»
آوریل ۲۰۱۲، ریکی عمارت خود را در میامی فروخت و مدتی بعد، به سیدنی استرالیا مهاجرت کرد. او سال ۲۰۱۶ عمارتی در لس آنجلس کالیفرنیا خریداری کرد که همچنان در آن جا اقامت دارد. او همچنین صاحب جزیره‌ای در اطراف ریو دوژانیرو برزیل است و چندین خانه در پورتوریکو و نیویورک دارد.
مارتین یک گیاه‌خوار است؛ او به دلیل مشکلات کبدی مجبور به گرفتن رژیم گیاهخواری شده.

### گرایش جنسی و روابط اولیه
مارتین از سال ۱۹۹۴ به مدت ۱۴ سال با ربه‌کا د آلبا، مجری تلویزیونی مکزیکی، رابطه داشت. به گفتهٔ او، ربه‌کا در مورد گرایش جنسی او می‌دانست ولی با هم مانده بودند؛ ریکی مارتین او را یک زن فوق‌العاده توصیف می‌کند. او قبل از ربه‌کا نیز به صورت علنی با گابریلا سبتینی و الخاندرا گوزمن قرار می‌گذاشت.
بعد از موفقیت آهنگ او مثل دیوانه‌ها زندگی می‌کند، زندگی شخصی مارتین، بسیار مورد توجه قرار گرفت. دسامبر سال ۲۰۰۰، در مصاحبه‌ای با مجلهٔ آینه، زمانی که از او راجع به گرایش جنسی و شایعات مربوط به آن سؤال کردند، پاسخ داد: «فکر نکنم مجبور باشم به کسی بگم همجنسگرام یا نه، یا این که با کی خوابیدم» باربارا والترز، کسی که آن زمان با ریکی مصاحبه کرده بود، سال ۲۰۱۰ نسبت به کار خود ابراز پشیمانی کرد: «وقتی به گذشته فکر می‌کنم، حس می‌کنم سؤال نامناسبی بود.»
اوت سال ۲۰۰۸، ریکی مارتین از طریق رحم اجاره‌ای صاحب فرزند شد: پسران دوقلوی او، ماتئو و والنتینو مارتین.
مارس سال ۲۰۱۰، ریکی مارتین در وبسایتش رسماً به عنوان یک همجنسگرا کام اوت کرد: «افتخار می‌کنم که بگویم من یک مرد همجنسگرای خوش‌بختم، من نسبت به کسی که هستم، خیلی احساس فرخندگی می‌کنم.» مارتین گفت: «این سال‌ها در سکوت و بازتابش، مرا قوی‌تر کرد و به من یادآوری کرد که مقبولیت از درون نشأت می‌گیره و این حقیقت به من قدرت داد که بر احساساتی احاطه پیدا کنم که حتی نمی‌دونستم وجود دارند.»
او همچنین در مصاحبه‌ای با اپرا وینفری در همان سال توضیح داد که سال‌ها فکر می‌کرده دوجنسگراست: «من با زن‌ها احساسش می‌کردم، من شهوت رو حس می‌کردم و حس خوبی بود. و مطمئنم من تنها مرد همجنسگرایی نیستم که جذب زن‌ها شده… گاهی اوقات من عاشق زن‌ها می‌شدم، برای سال‌ها این‌طوری بود.» وی همچنین اعلام کرد که با کسی در رابطه است. سال ۲۰۱۱، هنگام سخنرانی برای دریافت جایزهٔ جایزه ویتو روسو در مراسم جایزهٔ رسانه‌ای گلد، از دوست‌پسرش، کارلوس گنزالس ابیا، که یک اقتصاددان پورتوریکوییست، تشکر کرد. ریکی در ابتدای سال ۲۰۱۴ توئیت زد که از کارلوس جدا شده تا به رابطه‌شان به صورت دوستانه ادامه بدهند. به گفتهٔ ریکی، کارلوس نسبت به این که ریکی یک پدر و یک مرد خانواده‌دار بود، حس خوبی نداشت!
سال ۲۰۱۲، مارتین در مصاحبه‌ای با ونتی فر اسپانیا گفت: «من هیچی رو انکار نمی‌کنم، هیچ‌یک از رابطه‌هایی که داشتم. اونا چیزایی زیادی بهم یاد دادند، هم مردان و هم زنان.» او سال ۲۰۱۶ در مصاحبه با مجلهٔ مکزیکی فاما بیان داشت که هم نسبت به مردها و هم نسبت به زن‌ها جذب می‌شود، ولی چون عواطف عاشقانه‌اش فقط نسبت به مردهاست، خود را دوجنسگرا تلقی نمی‌کند: «می‌دونم که من هم از مردا و هم از زنا خوشم میاد، من مخالف برچسب‌های جنسیتیم. ما به سادگی، انسانیم با نیازهای جنسی و احساسات. من گی هستم، مردا منو شیفتهٔ خود می‌کنن، ولی دوست دارم که از سکس در آزادی مطلق لذت ببرم. پس اگه تمایل داشته باشم، نسبت به سکس با یه زن هم بازم.»
ژوئیهٔ سال ۲۰۲۰، ریکی مارتین در مصاحبه‌ای با رادیو افتخار اپل موزیک، گفت: «سال ۱۹۹۹، موسیقیم بدون در نظر گرفتن زبان، همه جای دنیا شنیده می‌شد ولی این برایم کافی نبود. من ناراحت و افسرده بودم؛ طوری که مجبور شدم تورم رو متوقف کنم تا به خودم استراحت بدم.» اگرچه دوستان و خانوادهٔ ریکی در مورد گرایش جنسی او می‌دانستند، مردم از این موضوع بی‌خبر بودند و ریکی به صورت علنی در مورد زندگی خصوصیش صحبت نمی‌کرد تا این که نوشتن کتاب زندگی‌نامه‌اش، من را آغاز کرد.

### ازدواج

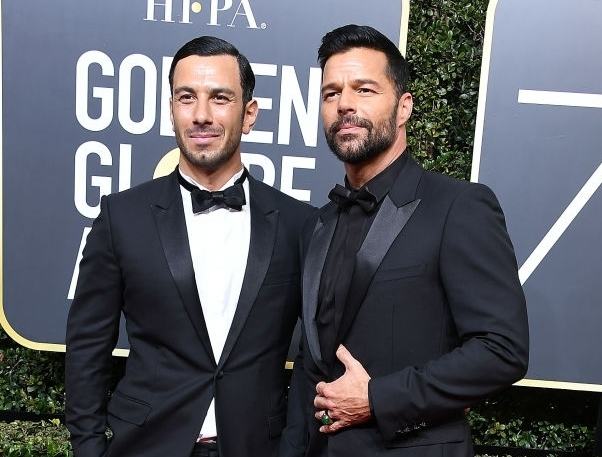
مارتین و جوان یوسف

ریکی مارتین از آوریل سال ۲۰۱۶، با جوان یوسف، هنرمند سوری-سوئدی، قرار می‌گذاشت؛ این زوج در اینستاگرام با هم آشنا شدند! او شانزدهم نوامبر همان سال، در برنامهٔ الن شو، نامزدیشان را تأیید کرد. این دو، ژانویهٔ ۲۰۱۸ اعلام کردند که اواخر سال ۲۰۱۷ با هم ازدواج کردند و رسماً یک زوج متأهل هستند. ۲۴ دسامبر ۲۰۱۸، ریکی و جوان صاحب اولین فرزند دخترشان شدند: لوسیا مارتین-یوسف. اولین روز سال ۲۰۱۹، این دو با انتشار یک پست در اینستاگرام، این خبر را منتشر کردند. مارتین، سال ۲۰۱۹ هنگام دریافت جایزهٔ HRC اعلام کرد که او و همسرش منتظر تولد چهارمین فرزند خود هستند و ۲۹ اکتبر، از طریق اینستاگرام تولد پسرشان، رن مارتین-یوسف را تأیید کرد.
در ژوئیه ۲۰۲۳، مارتین و یوسف اعلام کردند که پس از شش سال زندگی مشترک از هم جدا شده اند و طلاق گرفته اند.

### مشاور املاک
در مارس ۲۰۰۱، مارتین خانه ای به مساحت ۷۸۰۲ فوت مربع در ساحل میامی به قیمت ۶٫۴ میلیون دلار خریداری کرد. او این واحد را به قیمت ۱۰٫۶ میلیون دلار در سال ۲۰۰۵ فروخت. در سپتامبر ۲۰۰۴، او ۱۱٫۹ میلیون دلار برای یک ویلای مدیترانه ای ۱۱۱۰۰ فوت مربعی در لس آنجلس پرداخت که در سال ۲۰۰۶ به قیمت ۱۵ میلیون دلار فروخت. در می ۲۰۰۵، او خانه ای به مساحت ۹۴۹۲ فوت مربع در ساحل میامی به قیمت ۱۰ میلیون دلار خریداری کرد. او این ویلا را در سال ۲۰۱۲ به قیمت ۱۰٫۶ میلیون دلار فروخت. در سال ۲۰۰۷، او ۱۶٫۷ میلیون دلار برای یک عمارت در ساحل طلایی پرداخت کرد. او ملک را در سال ۲۰۱۲ به قیمت ۱۲٫۸ میلیون دلار فروخت و متحمل ضرر شد. در همان سال، او یک کانکس به مساحت ۳۱۴۷ فوت مربع خرید. در شهر نیویورک برای ۵٫۶ میلیون دلار؛ او کاندو را در سال ۲۰۱۷ به قیمت ۷٫۱ میلیون دلار فروخت. در سال ۲۰۱۴، عمارتی به مساحت ۹۰۰ متر مربع در سیدنی اجاره کرد که به «خانه موج برونته» معروف شد و در ماه مه ۲۰۱۵ به قیمت ۱۶ میلیون دلار فروخته شد. از گران‌ترین املاک فروخته شده در شهر در آن سال. در دسامبر ۲۰۱۶، او یک عمارت ۱۱۳۰۰ فوت مربعی در بورلی هیلز خریداری کرد. این ملک که خانه فعلی مارتین است، دارای هفت اتاق خواب و هشت حمام با قسمت‌های نشیمن در فضای باز است که در ۳۳۳۰۰ فوت مربع پراکنده شده‌اند. این یک «گریز خصوصی در وسط شهر» است که در خیابان از هتل بورلی هیلز واقع شده‌است. مارتین همچنین دارای یک ملک در پورتوریکو و یک جزیره خصوصی ۱۹٫۷ هکتاری در برزیل است. او دومی را به قیمت ۸ میلیون دلار در سال ۲۰۰۸ خریداری کرد.

## فعالیت‌های انسان دوستانه و سیاسی-اجتماعی
مارتین، مؤسس Ricky Martin Foundation (سازمان خیریهٔ ریکی مارتین) است؛ این سازمان، یک نهاد بدون منفعت است که سال ۲۰۰۴ توسط ریکی مارتین پایه‌گذاری شد و هدف و تمرکز اصلی آن، مبارزه با خرید و فروش انسان‌ها (human trafficking) و برده‌داری جنسی در جامعهٔ مدرن می‌باشد. متأسفانه این جرم، در سال‌های اخیر، پرسودترین جنایت پس از خرید و فروش مواد مخدر است. سازمان خیریهٔ ریکی مارتین در تلاش است که با این امر مبارزه کند و به کودکان در معرض آسیب، آموزش‌های لازم را می‌دهد. این سازمان علاوه بر هدف اصلی خود، یعنی مبارزه با خرید و فروش انسان‌ها، در بحران‌های مختلف نیز به مردم سراسر جهان کمک کرده. کمک به مردم آسیب دیده در سونامی تایلند در سال ۲۰۰۴ و زلزله‌زدگان شیلی و هائیتی در سال ۲۰۱۰ نمونه‌هایی از فعالیت‌های این سازمان هستند.
سال ۲۰۰۲ بود که ریکی مارتین به هند سفر کرد؛ یکی از دوستان او که همراهش بود، او را به ناحیه‌ای فقیرنشین در کلکته برد و سه دختر ۵ تا ۱۱ ساله را به او نشان داد که مجبور به تن‌فروشی بودند. چند ماه بعد از آزاد کردن این سه دختر، در سال ۲۰۰۳، مارتین به عنوان سفیر حسن نیت یونیسف، منسوب شد. وی با مقامات و فعالان ملاقات کرد و مبارزهٔ خود را با خرید و فروش کودکان آغاز کرد.
مارتین همچنین در کمپین تماس بگیرید و زندگی کنید و سازمان بین‌المللی محاجرت همکاری کرد تا جلوی خرید و فروش انسان‌ها را بگیرد. به همین خاطر، سال ۲۰۰۵، وزارت امور خارجهٔ ایالات متحدهٔ آمریکا، ریکی مارتین را یکی از قهرمانان مبارزه با برده‌داری مدرن نامید.
بعد از طوفان ماریای پورتوریکو در سال ۲۰۱۷، سازمان خیریهٔ ریکی مارتین، به مردم طوفان‌زده کمک کرد و تعداد زیادی از خانه‌های آنان را بازسازی کرد. مبلغ زیادی از وجوه جمع‌آوری شده برای این کار، از طریق کمپین #ALLIN4PR ریکی جمع شد. در این کمپین، پیراهنی مشکی با طرح پرچم پورتوریکو فروخته می‌شد و سود آن برای کمک به طوفان‌زدگان خرج می‌شد. طرح روی پیراهن، توسط پسران دوقلوی مارتین، ماتئو و والنتنیو نقاشی شد و سلبریتی‌های زیادی از جمله مالوما، بد بانی، جی بالوین، الن دیجنرس، کری آندروود، ویل اسمیت و مارک انتونی در این کمپین شرکت کردند. نوامبر سال ۲۰۱۷، ریکی مارتین جایزهٔ iHeartRadio Premio Corazon Latino Award را به خاطر حمایت‌هایش در پی طوفان ماریا و نیز سال‌ها مبارزه با خرید و فروش انسان‌ها دریافت کرد.
همچنین در زمان شیوع ویروس کرونا، ریکی مارتین کمپینی تأسیس کرد تا از طریق سازمان بدون منفعت امید پروژه به کارکنان مدافع سلامت کمک کند. او در ویدیویی در اینستاگرام گفت: «همون طور که می‌دونین، کارکنان مدافع سلامت، بسیار در معرض آسیب قرار دارند و تعداد زیادی از این کارکنان در سراسر جهان، تجهیزات لازم برای محافظت از خود در برابر ویروس را ندارند…»
بعد از قتل جرج فلوید و در زمان جنبش Black Lives Matter در سال ۲۰۲۰، ریکی مارتین و ستاره‌هایی از جمله ریانا و کیتی پری تلاش Black Out Tuesday (سه‌شنبهٔ خاموشی) را محترم شمردند. وی همچنین هشتگ #knowthestruggle را درست کرد و با نشر صدای جامعهٔ خواهان عدالت، صفحات خود را در شبکه‌های اجتماعی به آن اختصاص داد.
مارتین سال ۲۰۰۱، از سردمداران جشن انتخاب جورج بوش به عنوان رئیس‌جمهور بود. او حتی بوش را به روی استیج آورد تا با او برقصد! عکس‌های آن زمان سوژهٔ رسانه‌ها شد و مردم جهان آن را دیدند. ریکی در متن آهنگ Asignatura Pendiente به این موضوع اشاره کرد. اما بعد از جنگ با عراق، دیدگاه مارتین در مورد بوش تغییر کرد و از طرفداری از او دست کشید؛ وی در مصاحبه‌ای با Associated Press توضیح داد: «اعتقادات محکم من در زمینهٔ صلح و زندگی، فراتر از هر دولت و صورت جلسهٔ سیاسی است و تا وقتی صدایی دارم، چه روی استیج، چه خارج از این‌جا، جنگ و همهٔ کسانی که جنگ را ترویج می‌دهند، محکوم می‌کنم.»
در مراسم اهدای جوایز موسیقی بیلبورد لاتین در سال ۲۰۱۰، مارتین با لایحهٔ Arizona SB 1070 مخالفت کرد؛ این مصوبه شرایط دشوارتری را برای مهاجران به وجود می‌آورد.
۲۲ ژوئیهٔ ۲۰۱۹، مارتین به همراه هنرمندانی از جمله رسیدنته و بد بانی و بیش از نیم میلیون از مردم کشور پورتوریکو، برای تظاهرات به خیابان‌های این کشور آمدند و سرانجام این اعتراضات منجر به برکناری ریکاردو روسیو، دولتمدار سابق این کشور شد.
۱۵ سپتامبر ۲۰۲۰، ریکی مارتین، لوئیس فونسی و اوا لونگوریا به کمپینی در فلوریدا رفتند تا از جو بایدن، نامزد انتخابات ریاست‌جمهوری ایالات متحدهٔ آمریکا از حزب دمکرات حمایت کنند. او در مصاحبه‌ای با مجلهٔ Variety عنوان کرد: «من همواره از بایدن حمایت کرده‌ام. فکر می‌کنم او تنها گزینه‌ایه که داریم او فوق‌العاده است و تمام عمرش را در سیاست گذرانده؛ الان وقت اینه که با هم متحد شیم و صدامون رو برای راه این ملت بالا ببریم.»
مارتین، به عنوان یک مرد همجنسگرا، فعالانه از حقوق جامعهٔ دگرباشان در سراسر جهان، حمایت می‌کند و به عنوان یک گی آیکان شناخته می‌شود.
کام اوت کردن ریکی مارتین، به عنوان اولین هنرمند اصلی لاتین که کام اوت می‌کند، باعث ایجاد تحولات زیادی شد. خوانندگان همجنسگرایی که مدت‌ها گرایش خود را مخفی می‌کردند، حالا امید پیدا کرده بودند. اگر ریکی مارتین توانسته بود بدون این که به فعالیت موسیقیش لطمه‌ای وارد شود، کام اوت کند، پس برای دیگر ستاره‌های موسیقی لاتین نیز امیدی بود. بعد از آن، تعداد رو به افزایشی از خوانندگان لاتین نیز بعد از سال‌ها مخفی شدن، کام اوت کردند یا اصلاً از ابتدا بدون مخفی کردن گرایش جنسی، آزادانه فعالیت حرفه‌ای خود را آغاز کردند.
مارتین در مصاحبه‌ای با Larry King Live از ازدواج همجنسان حمایت کرد و نوامبر سال ۲۰۱۲، در کنفرانس هوموفوبیا در سازمان ملل، سخنرانی کرد.
پنجم مارس ۲۰۱۶، مارتین با گروه حقوق دگرباشان در شیلی ملاقات کرد تا بیشتر در مورد مشکلات جامعهٔ دگرباشان در این کشور بداند. وی در این ملاقات بیان داشت: «من حقوق ازدواج برابر برای مردم شیلی می‌خواهم» و اضافه کرد که می‌خواهد فرزندانش در جهانی بزرگ شوند که در آن «هیچ شهروند درجهٔ دو» وجود ندارد.
فوریهٔ ۲۰۱۸، در مصاحبه با مجلهٔ Vulture راجع به بازی در سریال The Assassination of Gianni Versace: American Crime Story در نقش آنتونیو گفت که او این نقش را می‌خواست که بتواند روابط آزاد را عادی‌سازی کند.
ژوئن سال ۲۰۱۹، ریکی مارتین متنی منتشر کرد و لایحهٔ religious liberty"" را در هم کوفت. بعد از نامه‌نگاری و توئیت‌های جدال‌برانگیزش، دولتمدار این کشور از حمایت این لایحهٔ تبعیض‌آمیز علیه جامعه LGBT، دست کشید.
بیست و پنجم ژوئن ۲۰۲۰، ریکی در رویدادی تحت عنوان Can't Cancel Pride: Helping LGBTQ+ People in Need به خوانندگانی از جمله کیتی پری و ادم لمبرت ملحق شد. این رویداد مجازی که توسط P&G و iHeartMedia برگزار شد، برای کمک به جامعهٔ LGBTQ+ بود.
همچنین تعدادی از موزیک‌ویدیوهای ریکی مارتین، شامل سکانس‌هایی از زوج‌های LGBT و تفاوت در گرایش‌های جنسی هستند؛ از جمله Lo Mejor de Mi Vida Eres Tú، Disparo al Corazón, Fiebre و Tiburones.

## ترانه‌شناسی
- ریکی مارتین (۱۹۹۱)
- عاشق من خواهی شد (۱۹۹۳)
- زندگی نیمه (۱۹۹۵)
- برگرد (۱۹۹۸)
- ریکی مارتین (۱۹۹۹)
- صدا بارگذاری شد (۲۰۰۰)
- ارواح سکوت (۲۰۰۳)
- زندگی (۲۰۰۵)
- موزیک + روح + سکس (۲۰۱۱)
- به کسانی که می‌خواهند گوش کنند (۲۰۱۵)

## موفقیت‌ها
او تاکنون با دریافت بیش از ۲۰۰ جایزه یکی از پرافتخارترین خوانندگان تاریخ می‌باشد و بیشترین تعداد جایزه را میان خوانندگان مرد لاتین از آن خود کرده‌است. از جمله جوایز مهم او می‌توان به این موارد اشاره کرد: ۲ جایزه گرمی، ۵ جایزه گرمی لاتین، ۲ جایزه موسیقی آمریکا، ۱۲ جایزه بیلبورد، ۸ جایزه ام تی وی و ستاره پیاده‌رو مشاهیر هالیوود؛ وی همچنین نامزد دریافت ۱ جایزه امی نیز شده‌است.